# Wasyl Turianczyk
Wasyl Jurijowycz Turianczyk, ukr. Василь Юрійович Турянчик, ros. Василий Юрьевич Турянчик, Wasilij Jurjewicz Turianczik (ur. 17 kwietnia 1935 we wsi Czynadajewe, Czechosłowacja, obecnie obwód zakarpacki, Ukraina, zm. 31 marca 2022) – ukraiński piłkarz, grający na pozycji pomocnika, a później centralnego obrońcy, trener piłkarski.

## Kariera piłkarska

### Kariera klubowa
W 1949 roku w wieku 14 lat rozpoczynał karierę piłkarską w juniorskiej drużynie fabryki Krasnaja Zwiezda Mukaczewo, skąd przeszedł do miejscowej drużyny Iskra Mukaczewo. W 1953 debiutował w profesjonalnym klubie Spartak Użhorod. W latach 1955–1957 służył w wojskowym klubie OBO Lwów. W 1958 po demobilizacji powrócił do macierzystego zespołu. W 1959 razem z Andrijem Hawaszi i Jożefem Sabo został oddelegowany do głównej ukraińskiej drużyny, do Dynama Kijów. W dynamowskim zespole grał na pozycji defensywnego centralnego pomocnika, nie dając przeciwnikowi rozwinąć atak, również często włączał się do ofensywy. Z Dynamem też odnosił swoje największe sukcesy. W latach 1965–1969 był kapitanem Dynama. Karierę zakończył w 1969 roku, jednak jeszcze w 1971 występował w trzecioligowym zespole Howerła Użhorod

## Kariera trenerska
Po zakończeniu kariery zawodniczej w 1971 objął stanowisko głównego trenera zespołu Howerła Użhorod. W latach 1971–1978 pracował trenerem oddziału drużyny Spartak Użhorod w Mukaczewie. W latach 1979–1984 był trenerem Szkoły piłkarskiej w Irszawie. Potem trenował jeszcze Keramik Mukaczewo oraz Karpaty Mukaczewo. Od 1998 pracował na stanowiskach asystenta trenera i dyrektora w klubie Zakarpattia Użhorod.
W 2004 został obrany na wiceprezesa Zakarpattia.

## Sukcesy i odznaczenia

### Sukcesy klubowe
- mistrz ZSRR: 1961, 1966, 1967, 1968
- wicemistrz ZSRR: 1960, 1965, 1969
- zdobywca Pucharu ZSRR: 1964, 1966

### Sukcesy indywidualne
- 3-krotnie wybrany do listy 33 najlepszych piłkarzy ZSRR: Nr 1 (1966), Nr 3 (1962, 1967)

### Odznaczenia
- tytuł Mistrza Sportu ZSRR: 1959
- tytuł Zasłużonego Mistrza Sportu ZSRR: 1967
- Order „Za zasługi” III klasy: 2004[4]